# Ludność Włocławka
Ludność Włocławka

## Liczba mieszkańców
Liczba mieszkańców miasta na przestrzeni wieków kształtowała się różnie. W okresie istnienia grodu książęcego (X wiek) Włocławek wsparł Bolesława Chrobrego znaczącym wojskiem jak na ówczesne czasy (800 pancernych i 2000 tarczowników), a to świadczy o istnieniu dużego grodu już w X wieku. W XIV wieku ta sytuacja diametralnie się zmieniła pod wpływem najazdów krzyżackich, a kolejne spustoszenie wśród liczby ludności wywołał potop szwedzki w XVII wieku. Dynamiczny przypływ ludności nastąpił wraz z rozwojem przemysłu we Włocławku na przełomie XIX i XX wieku. Obecnie miasto dotknął proces suburbanizacji, który jest charakterystyczny dla krajów Europy Zachodniej i USA. Sama tylko gmina Fabianki w okresie 1995-2007 zwiększyła swoją liczbę ludności o 15%, przy jednoczesnym spadku liczby mieszkańców Włocławka. Suburbanizacja to proces charakterystyczny dla większości dużych polskich miast. Na spadek liczby włocławian mogła wpłynąć również likwidacja województwa włocławskiego i związana z tym redukcja etatów w lokalnej administracji.

### OdśredniowieczadoII rozbioru Polski(-1793)
| rok / stulecie  | szacunkowa liczba mieszkańców                                                                  |
| --------------- | ---------------------------------------------------------------------------------------------- |
| XIV w.          | 500                                                                                            |
| 1534            | ok. 100 rodzin                                                                                 |
| 1598            | 1 700                                                                                          |
| 1639            | ok. 4 000                                                                                      |
| koniec XVIII w. | 949                                                                                            |
| 1789            | 1 325, de facto około 2 125, licząc także osoby zamieszkujące przedmieścia i tereny katedralne |

### Lata1793–1918
| rok  | dane ze spisu powszechnego | dane z innych źródeł |
| ---- | -------------------------- | -------------------- |
| 1800 | –                          | 2 308                |
| 1815 | –                          | 2 444                |
| 1820 | –                          | 3 278                |
| 1827 | –                          | 3 644 / 3 664        |
| 1837 | –                          | 4 616                |
| 1842 | –                          | 5 244                |
| 1846 | –                          | 6 085                |
| 1857 | –                          | 6 930                |
| 1860 | –                          | 7 053                |
| 1866 | –                          | 9 649                |
| 1872 | –                          | 11 781               |
| 1877 | –                          | 12 815               |
| 1880 | –                          | 17 633               |
| 1890 | –                          | 21 853 / 20 135      |
| 1894 | –                          | 22 776               |
| 1897 | –                          | 22 907               |
| 1900 | –                          | 22 971               |
| 1910 | –                          | 33 764               |

### Okres międzywojenny(1918–1939)
| rok  | dane GUS | dane ze spisu powszechnego | dane z innych źródeł                              |
| ---- | -------- | -------------------------- | ------------------------------------------------- |
| 1918 | –        | –                          | ok. 38,9 tys.                                     |
| 1919 | –        | –                          | ok. 38,5 tys.                                     |
| 1920 | –        | –                          | ok. 39,4 tys.                                     |
| 1921 | –        | –                          | ok. 40,2 tys.                                     |
| 1922 | –        | –                          | ok. 40,3 tys.                                     |
| 1923 | –        | –                          | ok. 40,8 tys.                                     |
| 1924 | –        | –                          | ok. 41,3 tys.                                     |
| 1925 | –        | –                          | ok. 42,1 tys.                                     |
| 1926 | –        | –                          | ok. 42,9 tys.                                     |
| 1927 | –        | –                          | ok. 43,8 tys.                                     |
| 1928 | –        | –                          | ok. 49,1 tys.                                     |
| 1929 | –        | –                          | ok. 52,2 tys.                                     |
| 1930 | –        | –                          | ok. 53,5 tys.                                     |
| 1931 | –        | –                          | ok. 56,5 tys.                                     |
| 1932 | –        | –                          | ok. 54,9 tys.                                     |
| 1933 | –        | –                          | ok. 57,9 tys.                                     |
| 1934 | –        | –                          | ok. 59,5 tys.                                     |
| 1935 | –        | –                          | ok. 61,1 tys.                                     |
| 1936 | –        | –                          | ok. 62,9 tys.                                     |
| 1937 | –        | –                          | ok. 65,7 tys.                                     |
| 1938 | –        | –                          | ok. 64,3 tys.                                     |
| 1939 | –        | –                          | 67 201 (1 I), ok. 68,1 tys. (VIII), 67 510 (1 IX) |

### Okresokupacji niemieckiej(1939–1945)
| rok  | dane szacunkowe                              |
| ---- | -------------------------------------------- |
| 1939 | 55 182 (1 XII)                               |
| 1940 | 51 226 (1 IV), 50 277 (VII)                  |
| 1941 | 52 190 (31 XII)                              |
| 1942 | 49 179 (1 X)                                 |
| 1943 | 49 346 (1 IV), 49 148 (1 X)                  |
| 1944 | 52 147 (1 VI), 51 529 (1 X), 50 839 (20 XII) |

### OkresPolski Ludowej(1945–1989)
| rok  | dane GUS | dane ze spisu powszechnego | dane z innych źródeł |
| ---- | -------- | -------------------------- | -------------------- |
| 1945 | –        | –                          | szacunkowo 36 000    |
| 1946 | –        | –                          | 48 126               |
| 1947 | –        | –                          | 49 890               |
| 1948 | –        | –                          | 51 323               |
| 1949 | –        | –                          | 51 685               |
| 1950 | –        | 54 536                     | 51 825               |
| 1951 | –        | –                          | 52 425               |
| 1952 | –        | –                          | 53 608               |
| 1953 | –        | –                          | 55 357               |
| 1954 | –        | –                          | 56 310               |
| 1955 | 59 481   | –                          | 57 158               |
| 1956 | –        | –                          | 57 951               |
| 1957 | –        | –                          | 59 020               |
| 1958 | –        | –                          | 60 106               |
| 1959 | –        | –                          | 61 808               |
| 1960 | –        | 66 820                     | 63 204               |
| 1961 | 64 800   | –                          | 64 037               |
| 1962 | 65 800   | –                          | 64 815               |
| 1963 | 66 900   | –                          | 65 795               |
| 1964 | 67 900   | –                          | 66 861               |
| 1965 | 68 346   | –                          | 67 959               |
| 1966 | 69 200   | –                          | 68 347               |
| 1967 | 71 800   | –                          | –                    |
| 1968 | 73 100   | –                          | –                    |
| 1969 | 75 200   | –                          | –                    |
| 1970 | –        | 82 599                     | –                    |
| 1971 | 79 862   | –                          | –                    |
| 1972 | 82 800   | –                          | –                    |
| 1973 | 85 000   | –                          | –                    |
| 1974 | 87 097   | –                          | –                    |
| 1975 | 90 555   | –                          | –                    |
| 1976 | 92 900   | –                          | –                    |
| 1977 | 95 000   | –                          | –                    |
| 1978 | –        | 101 716                    | –                    |
| 1979 | 104 400  | –                          | –                    |
| 1980 | 106 771  | –                          | –                    |
| 1981 | 109 997  | –                          | –                    |
| 1982 | 112 078  | –                          | –                    |
| 1983 | 113 445  | –                          | –                    |
| 1984 | –        | –                          | 115 328              |
| 1985 | 116 680  | –                          | –                    |
| 1986 | 117 811  | –                          | –                    |
| 1987 | 119 238  | –                          | –                    |
| 1988 | 119 534  | 119 582                    | –                    |
| 1989 | 120 823  | –                          | –                    |

### OkresIII Rzeczypospolitej(od 1989 roku)
| Rok  | Dane z roczników GUS | Dane Banku Danych Lokalnych GUS | Dane Banku Danych Lokalnych GUS | Dane Banku Danych Lokalnych GUS | Dane ze spisu powszechnego | Dane z innych źródeł | Uwagi                              |
| Rok  | Dane z roczników GUS | I półrocze                      | II półrocze                     | zmiany rok do roku              | Dane ze spisu powszechnego | Dane z innych źródeł | Uwagi                              |
| ---- | -------------------- | ------------------------------- | ------------------------------- | ------------------------------- | -------------------------- | -------------------- | ---------------------------------- |
| 1990 | 122 144              | –                               | –                               | –                               | –                          | –                    | –                                  |
| 1991 | 122 792              | –                               | –                               | –                               | –                          | –                    | –                                  |
| 1992 | 122 309              | –                               | –                               | –                               | –                          | –                    | –                                  |
| 1993 | 122 882              | –                               | –                               | –                               | –                          | –                    | –                                  |
| 1994 | 123 148              | –                               | –                               | –                               | –                          | –                    | –                                  |
| 1995 | –                    | 123 143                         | 123 134                         | –                               | –                          | –                    | –                                  |
| 1996 | –                    | 123 118                         | 123 204                         | +70                             | –                          | –                    | –                                  |
| 1997 | –                    | 123 263                         | 123 303                         | +99                             | –                          | –                    | –                                  |
| 1998 | –                    | 123 266                         | 123 373                         | +70                             | –                          | –                    | –                                  |
| 1999 | –                    | 123 292                         | 121 923                         | -1 450                          | –                          | –                    | reforma administracyjna            |
| 2000 | –                    | 121 767                         | 121 833                         | -90                             | –                          | –                    | –                                  |
| 2001 | –                    | 121 743                         | 121 370                         | -463                            | –                          | –                    | –                                  |
| 2002 | –                    | 121 252                         | 121 107                         | -263                            | 121 229                    | –                    | –                                  |
| 2003 | –                    | 120 933                         | 120 728                         | -379                            | –                          | –                    | –                                  |
| 2004 | –                    | 120 440                         | 120 369                         | -359                            | –                          | –                    | –                                  |
| 2005 | –                    | 120 084                         | 119 939                         | -430                            | –                          | –                    | –                                  |
| 2006 | –                    | 119 608                         | 119 256                         | -683                            | –                          | –                    | –                                  |
| 2007 | –                    | 118 957                         | 118 432                         | -824                            | –                          | –                    | przystąpienie do układu z Schengen |
| 2008 | –                    | 118 160                         | 118 042                         | -390                            | –                          | 115 966              | –                                  |
| 2009 | –                    | 117 785                         | 117 402                         | -640                            | –                          | 115 258              | –                                  |
| 2010 | –                    | 117 196                         | 116 914                         | -488                            | –                          | –                    | –                                  |
| 2011 | –                    | 116 685                         | 116 345                         | -569                            | 116 783                    | –                    | –                                  |
| 2012 | –                    | 115 982                         | 115 546                         | -799                            | –                          | 111 839              | –                                  |
| 2013 | –                    | 115 204                         | 114 885                         | -661                            | –                          | –                    | –                                  |
| 2014 | –                    | 114 405                         | 113 939                         | -946                            | –                          | 109 466              | –                                  |
| 2015 | –                    | 113 432                         | 113 041                         | -898                            | –                          | –                    | –                                  |
| 2016 | –                    | 112 635                         | 112 483                         | -558                            | –                          | –                    | –                                  |
| 2017 | –                    | 112 106                         | 111 752                         | -731                            | –                          | –                    | –                                  |
| 2018 | –                    | 111 319                         | 110 802                         | -950                            | –                          | –                    | –                                  |
| 2019 | –                    | 110 287                         | 109 883                         | -919                            | –                          | –                    | –                                  |
| 2020 | –                    | 105 966                         | 105 180                         | -4 703                          | –                          | 100 867              | pandemia                           |
| 2021 | –                    | 104 352                         | 103 535                         | -1 645                          | 104 705                    | –                    | pandemia                           |
| 2022 | –                    | 102 730                         | 102                             | -1 433                          | –                          | –                    | pandemia, wojna ros.-ukr.          |
| 2023 | –                    | 101 450                         | 100 807                         | -1 295                          | –                          | 94 928               | pandemia, wojna ros.-ukr.          |

Interpretując wyniki statystyk należy mieć na uwadze występujący w ostatnich latach trend przenoszenia się wielu włocławian do okolicznych wsi i miasteczek. Choć statystyki ludności Włocławka pomijają te osoby, nie znaczy to wcale, że Włocławek tych włocławian traci – najczęściej nadal pozostają związani z miastem (np. pracą, usługami, szkołą).
Tendencję spadkową liczby mieszkańców Włocławka zaobserwować można od 1999 r. 1 stycznia 1999 r. na skutek reformy administracyjnej Polski Włocławek utracił status miasta wojewódzkiego (zlikwidowano województwo włocławskie), toteż spadek liczby mieszkańców miasta można wiązać również ze związaną z reformą redukcją zatrudnienia we włocławskich urzędach. W nowo powstałym województwie kujawsko-pomorskim siedzibą wojewody i urzędu wojewódzkiego jest Bydgoszcz, a siedzibą zarządu województwa, sejmiku wojewódzkiego i urzędu marszałkowskiego jest Toruń. We Włocławku zlikwidowano m.in. Urząd Wojewódzki, komendę wojewódzką policji, komendę wojewódzką straży pożarnej i Wojewódzki Urząd Poczty.

## Powierzchnia Włocławka
- 1793 – 13,46 km²[4]
- 1921 – 14,3 km²[22] (1430,1 ha); nie licząc obszarów wodnych Wisły, Zgłowiączki i jezior: 14,1 km² (1411 ha)[23]
- 1927 – 42 km² (4152,4 ha); nie licząc obszarów wodnych Wisły, Zgłowiączki i jezior: 32 km² (3187,2 ha)[23]
- 1939 – 42 km²[24]
- 1950 – 42 km²[10]
- 1980 – 85 km²[10]
- 1995-2005 – 84,78 km²[25]
- 2006 – 84,15 km²[25]
- 2007–2020 – 84,32 km²[25]
- 2021 – 85,08 km²[25] [a]
- 2022 – 85,09 km²[25]